# ブジェゾヴァー
ブジェゾヴァー（チェコ語: Březová）は、チェコ共和国カルロヴィ・ヴァリ郡 (de:okres Karlovy Vary) にあり、テプラー川 (Teplá) に跨る人口500人の町である。ドイツ語ではピルケンハンマー(Pirkenhammer)。

1710年マイセンで行われたのがヨーロッパ初の陶器生産であり、ボヘミアのドイツ人・チェコ人にもすぐに波及したが、西ボヘミアには豊かな陶土層が発見されたため、18世紀半ばからカルロヴィ・ヴァリ周辺に多くの工場が集中して建てられた。
ピルケンハンマー（ブジェゾヴァー）はホドフと並び、カルロヴィ・ヴァリ周辺で最も有名な産地である。
1802年に工場が創設され、19世紀にはマイセン・セーブルに次ぐメーカーだった。
今日でも、非常に品質が高く、手による装飾を施した陶器は世界各国に輸出されている。
工場のほか陶器展示場、販売店がある。
ズリーン州に全く同じ地名があるが、こちらはドイツ語名をビルケンヴァルト(Birkenwald)という。
ブジェゾヴァーというのは「白樺」という意味なので、スラブ語圏にはよくある地名である。